# Óscar Sevilla Rivera
Óscar Sevilla Rivera   (Albacete, 29 de setembre de 1976) és un ciclista espanyol professional des de 1998 i actualment a l'equip Medellín-Inder. Destaca pels seus dots com a escalador.
La seva millor temporada fou la de 2001, a les files de l'equip Kelme, on guanyà el mallot blanc (millor jove) al Tour de França i fou 2n classificat a la Volta ciclista a Espanya. L'any 2003 tingué un fort accident Campionat del món de ciclisme en ruta masculí que el tingué diversos mesos allunyat de les carreteres. L'any 2005, després d'un breu pas per l'equip Phonak, Sevilla fitxà per l'equip T-Mobile on esdevingué el gregari de Jan Ullrich per l'assalt d'aquest a la conquesta del Tour de França.
El 2006, en el marc de l'Operació Port, fou identificat per la Guàrdia Civil com a client de la xarxa de dopatge, i per això fou acomiadat del seu equip, si bé no fou sancionat esportivament, atès que les autoritats judicials espanyoles no facilitaren les proves als diferents organismes esportius internacionals. Això no obstant, el fet d'estar implicat amb l'afer provocà que hagués de córrer amb equips de la categoria Continental, fora del ProTour.
Des d'aleshores ha corregut amb els equips Relax-GAM i Rock Racing, efectuant molt esporàdiques aparicions en curses professionals, guanyant la Ruta del Sud de 2007, la Reading Classic de 2008 i la Volta a Chihuahua de 2009, així com una etapa a la Volta a Catalunya de 2007.
Des del 2012 està nacionalitzat colombià.

## Palmarès
- 1999
  - Vencedor d'una etapa del Tour de Romandia
- 2000
  - 1r al Trofeu Luis Ocaña
  - 1r al Memorial Manuel Galera
- 2001
  -  1r de la Classificació dels joves del Tour de França
- 2002
  - Vencedor d'una etapa de l'Escalada a Montjuïc
- 2003
  - Vencedor d'una etapa de l'Escalada a Montjuïc
- 2006
  - 1r a la Volta a Astúries i vencedor d'una etapa
- 2007
  - 1r a la Ruta del Sud i vencedor d'una etapa
  - Vencedor d'una etapa de la Volta a Catalunya
- 2008
  - 1r a la Reading Classic
  - 1r al Clásico RCN
  - Vencedor d'una etapa de la Volta a Colòmbia
  - Vencedor d'una etapa de la San Dimas Stage Race
- 2009
  - 1r a la Volta a Chihuahua
  - 1r a la Cascade Cycling Classic i vencedor d'una etapa
  - Vencedor d'una etapa de la Volta a Astúries
- 2010
  - 1r a la Volta a Mèxic

- 2012
  - 1r al Clásico RCN
- 2013
  - 1r a la Volta a Colòmbia i vencedor d'una etapa
  - 1r al Tour de Rio i vencedor d'una etapa
- 2014
  - 1r a la Volta a Colòmbia i vencedor d'una etapa
  - 1r al Tour de Rio i vencedor d'una etapa
  - Vencedor de 2 etapes a la Volta a Guatemala
  - Vencedor d'una etapa del Clásico RCN
- 2015
  - 1r a la Volta a Colòmbia i vencedor de 2 etapes
  - Vencedor d'una etapa del Tour de Rio
- 2016
  - 1r al Clásico RCN i vencedor d'una etapa
  - Vencedor d'una etapa de la Volta a Colòmbia
- 2017
  - 1r a la Volta a la comunitat de Madrid
  - Vencedor d'una etapa del Tour d'Ankara
  - Vencedor d'una etapa del Clásico RCN
- 2018
  - 1r a la Volta a San Juan[2]
  - Vencedor d'una etapa del Clásico RCN
  - Vencedor d'una etapa de la Volta a l'Equador
- 2019
  - 1r a la Volta Ciclista a Chiloé i vencedor de 3 etapes
  - 1r al Clásico RCN i vencedor d'una etapa
  - Vencedor d'una etapa de la Volta a la Independència Nacional
  - Vencedor de 2 etapes de la Volta a Colòmbia
- 2020
  - Vencedor d'una etapa de la Volta a Colòmbia
  - Vencedor d'una etapa del Clásico RCN
- 2021
  - Vencedor d'una etapa de la Volta al Táchira
  - Vencedor d'una etapa de la Volta a Colòmbia
- 2023
  - 1r a la Clásica de Rionegro
  - 1r a la Vuelta Bantrab i vencedor d'una etapa
  - 1r al Tour de Panamà
  - 1r al Tour de Hainan
  - Vencedor d'una etapa al Tour de Gila
  - Vencedor d'una etapa a la Vuelta a Formosa Internacional
  - Vencedor d'una etapa a la Clásico RCN
- 2024
  - Vencedor d'una etapa de la Volta a l'Equador

### Resultats al Tour de França
- 2001. 7è de la classificació general.  1r de la Classificació dels joves
- 2002. Abandona (16a etapa)
- 2004. 24è de la classificació general
- 2005. 18è de la classificació general

### Resultats a la Volta a Espanya
- 2000. 14è de la classificació general
- 2001. 2n de la classificació general.  Porta el mallot or durant 12 etapes
- 2002. 4t de la classificació general.  Porta el mallot or durant 9 etapes
- 2003. 12è de la classificació general
- 2004. 22è de la classificació general
- 2005. 6è de la classificació general

### Resultats al Giro d'Itàlia
- 1998. Abandona
- 1999. 13è de la classificació general
- 2000. 16è de la classificació general